# 相馬野馬追
相馬野馬追（そうまのまおい）は、福島県相馬市中村地区を初めとする同県浜通り北部（旧相馬氏領。藩政下では中村藩）で行われる相馬中村神社、相馬太田神社、相馬小高神社の三つの妙見社の祭礼である。

## 概要
馬を追う野馬懸、南相馬市原町区に所在する雲雀ヶ原祭場地において行われる甲冑競馬と神旗争奪戦、街を騎馬武者が行進するお行列などの神事からなる。これらの神事に関しては1952年、国の重要無形民俗文化財に指定されている。
東北地方の夏祭りのさきがけと見なされ、東北六大祭りの1つとして紹介される場合もある。
相馬野馬追の運営は、1959年に発足した相馬野馬追執行委員会が取り仕切っている。
2010年までは、毎年7月23日から25日までの3日間の日程で神事と祭りが一体となって開催されていたが、2011年からは祭りと神事は日程が分離され、祭りを7月最終週の土曜日、日曜日、月曜日に開幕、神事を24日・25日に日程を固定して実施することが決まった。
しかし、2023年7月の開催後、猛暑対策のため、より涼しい時期への日程の変更を検討し、2024年度から5月最終週の土曜日、日曜日、月曜日に変更することが決まった。

## 歴史
起源は、鎌倉開府前に、相馬氏の遠祖である平将門が、領内の下総国相馬郡小金原（現在の千葉県松戸市）に野生馬を放し、敵兵に見立てて軍事訓練をした事に始まると言われている。鎌倉幕府成立後はこういった軍事訓練が一切取り締まられたが、この相馬野馬追はあくまで神事という名目でまかり通ったため、脈々と続けられた。公的行事としての傾向が強くなったのは、江戸時代の相馬忠胤による軍制改革と、相馬昌胤による祭典化以降と考えられる。
相馬氏は将門の伝統を継承し、捕えた馬を神への捧げ物として、相馬氏の守護神である「妙見大菩薩」に奉納した。これが現在「野馬懸」に継承されている。この祭の時に流れる民謡『相馬流れ山』は、中村相馬氏の祖である相馬重胤が住んでいた下総国葛飾郡流山郷（現在の千葉県流山市）に因んでいる。
1868年の戊辰戦争で中村藩が明治政府に敗北して廃藩置県により消滅すると、1872年に旧中村藩内の野馬がすべて狩り獲られてしまい、野馬追も消滅した。しかし、原町の相馬太田神社が中心となって野馬追祭の再興を図り、1878年には内務省の許可が得られて野馬追が復活した。祭りのハイライトの甲冑競馬および神旗争奪戦は、戊辰戦争後の祭事である。
神事の開催日は1874年に旧暦から新暦への転換のため7月1日～3日となった。その後、1904年から天候不順を回避するため7月11日～13日となり、1961年に梅雨の回避と関東圏からの誘客を促進するため7月16日～19日となった。1966年からは小学校の夏休み開始に合わせて7月23日～25日となっていた。2011年から神事と祭りは日程が分離されることになり、神事は7月23日・7月24日・7月25日に日付固定で実施し、祭りは7月最終週の土曜日・日曜日・月曜日に曜日固定で開催することになった。ただし、7月最終週の土曜日に開幕すると8月上旬にまで日程が及ぶ場合は、祭りを前週に繰り上げて開催することとされた。
その2011年3月には東日本大震災と福島第一原子力発電所事故が発生し、警戒区域内に残された相馬野馬追に出場する馬について農林水産省に移動できるよう要望し、伝統的行事の継続のために特例的な措置として5月2日に放射線スクリーニング検査をした28頭が馬事公苑へ移された。相馬野馬追は雲雀ケ原祭場地が緊急時避難準備区域、野馬懸を行う相馬小高神社が警戒区域に含まれたため「東日本大震災復興 相馬三社野馬追」として規模を縮小して7月23日から25日まで開催された。
2020年には新型コロナウイルス感染症の流行で神事を中心とした最小限の規模の開催となり（神旗争奪戦や甲冑競馬などは中止）、翌年の2021年には公式行事を再開する予定だったが最終的に甲冑競馬と神旗争奪戦が無観客開催となった。
2021年3月25日にJヴィレッジで行われた2020年東京オリンピックの聖火リレーの出発式では、相馬野馬追の武者による法螺貝の合図によってオープニングパフォーマンスが開始された。
2023年7月の相馬野馬追では雲雀ケ原祭場地で熱中症の疑いにより救護された人数（同29日～31日）が、観覧客74人、騎馬武者9人の計83人と最多になった。また熱中症で倒れた馬1頭が安楽死となり、原因不明で馬1頭が死亡したほか、救護した馬は111頭に及んだ。そのため執行委員会ではより涼しい時期への日程の変更を検討している。関係団体では5月下旬～6月上旬を軸に検討しており、地元保存会や文化庁との協議後に正式決定される。
その後、2023年8月27日に行われた第2回相馬野馬追日程変更検討会において、国指定重要無形民俗文化財の指定が継続されることを前提として、2024年（令和6年）以降における相馬野馬追の開催日程を5月の最終土曜日・日曜日・月曜日とすることで決定されたことが、執行委員会の公式ホームページで発表された。その後、文化庁や保存会との協議を経て、2023年11月3日に執行委員会総会で正式に決定された。

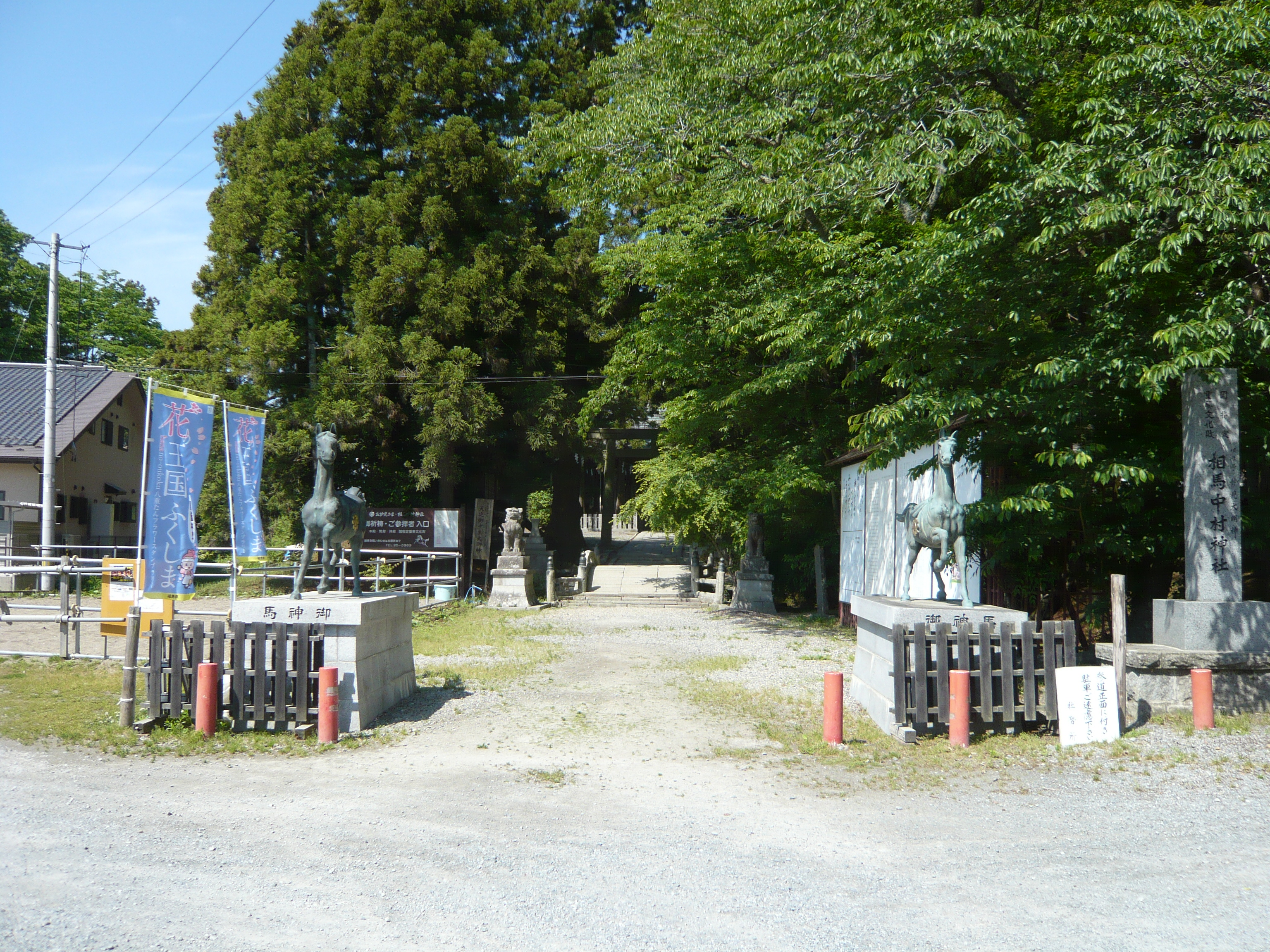
相馬中村神社入口。相馬野馬追にちなむ馬の像「御神馬」
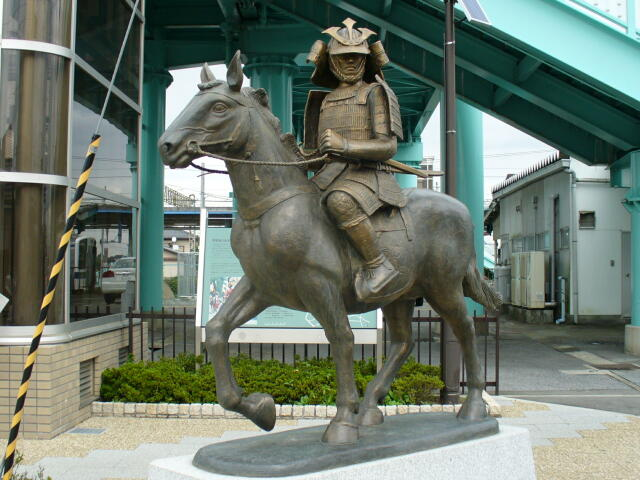
常磐線原ノ町駅前にある「相馬野馬追像」

## 開催地と三軍
浜通り夜ノ森以北のうち、戦国時代から江戸時代にかけて相馬氏・中村藩（藩主：相馬氏）の領地に入っていた市町村で開催される。浜通り最北端にある新地町は伊達氏・仙台藩（藩主：伊達氏）の領地に、浜通り夜ノ森以南は岩城氏・磐城平藩（藩主：内藤氏、安藤氏など）の領地に入っていたため、相馬野馬追に当たらない。
各郷ごとに騎馬隊が編成され、さらにそれらが神社ごとに三軍に編成される。中村城跡と相馬中村神社が所在する相馬市中村地区で編成される宇多郷勢の長は、中村藩主にならって全三軍を率いる総大将となる。祭りのハイライトの甲冑競馬や神旗争奪戦は、南相馬市原町区の雲雀ヶ原（ひばりがはら）祭場地（北緯37度37分27.15秒 東経140度57分31.28秒 / 北緯37.6242083度 東経140.9586889度）で開催される。
| 現在の行政区域 | 現在の行政区域 | 旧郷名 | 所属神社                                                                                  | 主な行事       | 主な行事                   | 主な行事       |
| 現在の行政区域 | 現在の行政区域 | 旧郷名 | 所属神社                                                                                  | ５月最終土曜日 | ５月最終日曜日             | ５月最終月曜日 |
| -------------- | -------------- | ------ | ----------------------------------------------------------------------------------------- | -------------- | -------------------------- | -------------- |
| 相馬市         | 相馬市         | 宇多郷 | 相馬中村神社（北緯37度47分50.2秒 東経140度54分46.8秒 / 北緯37.797278度 東経140.913000度） | 総大将出陣式   |                            |                |
| 南相馬市       | 鹿島区         | 北郷   | 相馬中村神社（北緯37度47分50.2秒 東経140度54分46.8秒 / 北緯37.797278度 東経140.913000度） | 総大将御迎     |                            |                |
| 南相馬市       | 原町区         | 中ノ郷 | 相馬太田神社（北緯37度36分39秒 東経140度58分3秒 / 北緯37.61083度 東経140.96750度）        | 宵乗り競馬     | お行列 甲冑競馬 神旗争奪戦 |                |
| 南相馬市       | 小高区         | 小高郷 | 相馬小高神社（北緯37度34分7.9秒 東経140度59分25.3秒 / 北緯37.568861度 東経140.990361度）  |                |                            | 野馬懸         |
| 双葉郡         | 浪江町         | 標葉郷 | 相馬小高神社（北緯37度34分7.9秒 東経140度59分25.3秒 / 北緯37.568861度 東経140.990361度）  |                |                            |                |
| 双葉郡         | 双葉町         | 標葉郷 | 相馬小高神社（北緯37度34分7.9秒 東経140度59分25.3秒 / 北緯37.568861度 東経140.990361度）  |                |                            |                |
| 双葉郡         | 大熊町         | 標葉郷 | 相馬小高神社（北緯37度34分7.9秒 東経140度59分25.3秒 / 北緯37.568861度 東経140.990361度）  |                |                            |                |

妙見三社の神事ならびに君主の行列のため、上から見下ろすのはいけないことだとされている。そのため、出陣式の時に通る中村第一小学校前の歩道橋は封鎖され、一部のカメラマン等を除いて上ることは出来ない。また、付近の民家でも2階から見物することは自粛するのが慣例。移動などの為騎馬行列を横切ることもしてはいけない。なお、行列の前に警察、市役所等により行列の横断を行わないように注意がなされているが、このような注意を無視し横断をする観客、報道関係者も少なからず見られる。馬に蹴られて大怪我をする危険があるため、やってはいけない行為である。

## 行事

### 5月最終土曜日 宵祭り
出陣式（各神社）
相馬市中村の相馬中村神社では宇多郷勢が、南相馬市原町区の相馬太田神社では中ノ郷勢が、同市小高区の相馬小高神社では小高郷・標葉郷勢が各々出陣式を行う。全三軍の指揮を執る総大将（中村藩公）の出陣式が行われる相馬中村神社では最も厳粛に行われ、相馬流れ山を斉唱する。この後、各神社の神輿は御旅所へ、中ノ郷勢と小高郷・標葉郷勢の計二軍はそのまま原町の雲雀ヶ原にある祭場地へ向かう。
総大将御迎（南相馬市鹿島区） 12:00 - 
総大将直属の宇多郷勢と、同隊が雲雀ヶ原へ向かう道中にいる北郷勢で行われる行事。総大将を迎え入れたことで、宇多郷・北郷勢という騎馬軍を編成し、原町区の雲雀ヶ原にある祭場地へ向かう。
宵乗り競馬（南相馬市原町区） 14:00 - 
雲雀ヶ原の相馬野馬追祭場地に三軍が集結し、古式競馬を行う。
軍者会

### 5月最終日曜日 本祭り

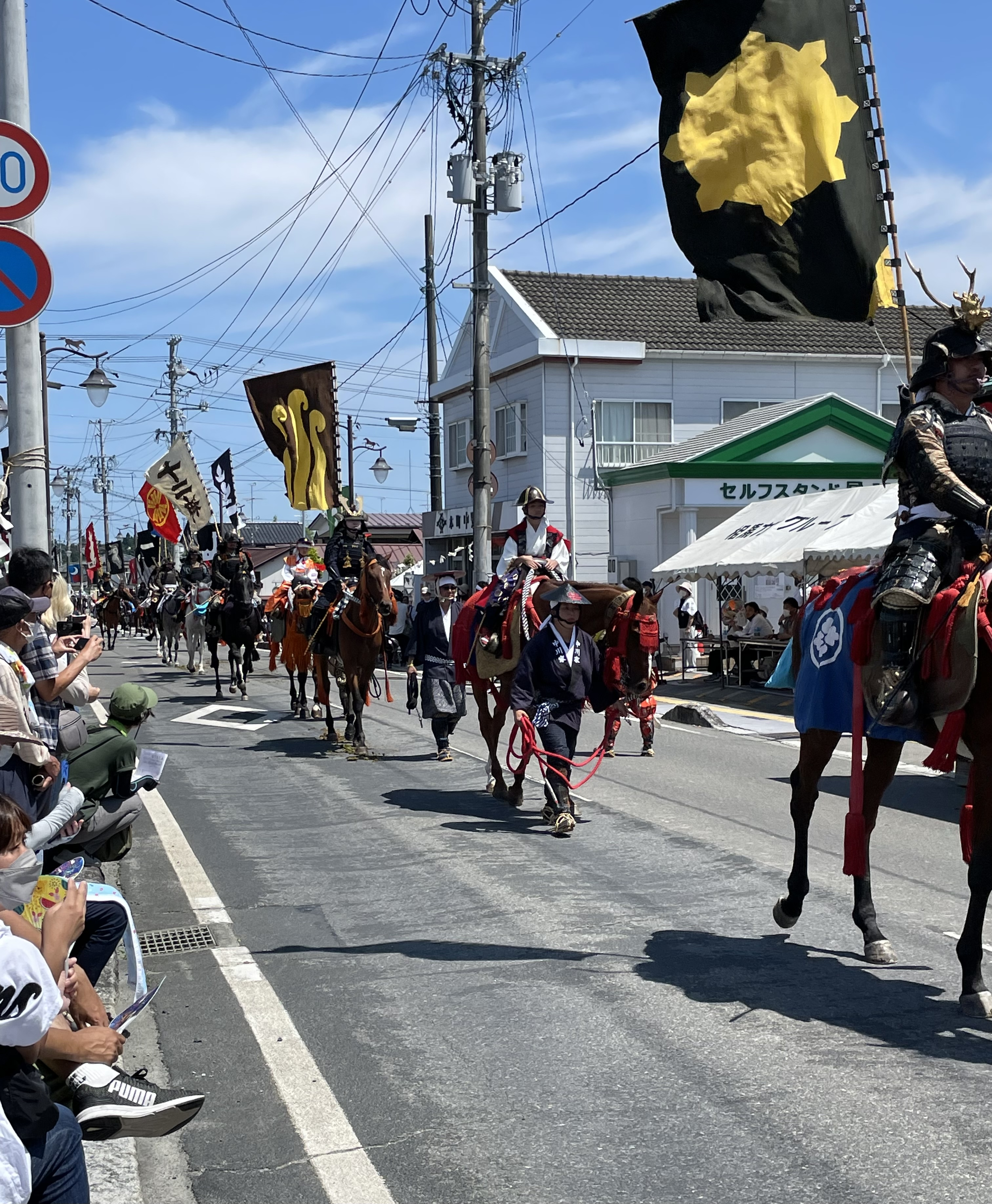
お行列の様子（2022年）

お行列（南相馬市原町区） 9:30 - 
開催地の原町区にある相馬太田神社（中ノ郷勢）を先頭に、相馬小高神社（小高郷・標葉郷勢）、総大将がいる相馬中村神社（宇多郷・北郷勢）の順に総勢500余騎で、御本陣・雲雀ヶ原の相馬野馬追祭場地まで約3kmを行軍する。
甲冑競馬（南相馬市原町区） 12:00 - 
騎馬隊が祭場地に到着し、山上の御本陣に神輿を安置した後に行う。それまで被っていた兜を脱いで、白鉢巻をしめた甲冑姿の騎馬武者が、1周1000mの速さを競う。頭数及び回数は毎年異なる。
神旗争奪戦（南相馬市原町区） 13:00 - 
打ち上げられた花火の中からゆっくり落ちてくる御神旗を騎馬武者たちが争奪する行事。雲雀ヶ原の祭場地に隣接する本陣山から陣螺が鳴り響くと、雲雀ヶ原一面に500余騎が広がり、花火1発ごとに2本の御神旗が舞い降りる。御神旗を勝ち取った騎馬武者は高々と御神旗を掲げ、羊腸の坂を本陣山（北緯37度37分19.9秒 東経140度57分37.7秒 / 北緯37.622194度 東経140.960472度）山頂に向けて一気に駆け上がる。旗は敵の首になぞらえてあるため、御本陣では旗軍者に審査される。その後、騎馬武者は妙見神社から御札と副賞を受けて山を下りる。この一連の流れが間を置いて行われ、花火は計20発（御神旗が計40本）が打ち上げられる。前半10発が打ち上げられたた所で総大将がお下がり（帰路に就く）する。そのため後半10発は総大将不在で行われる。なお、御神旗は、相馬中村神社が青、相馬太田神社が赤、相馬小高神社が黄色となっている。
帰り馬（原町区以外）
原町区の中ノ郷勢以外の4隊は、騎馬行進を行いながら地元に戻る。

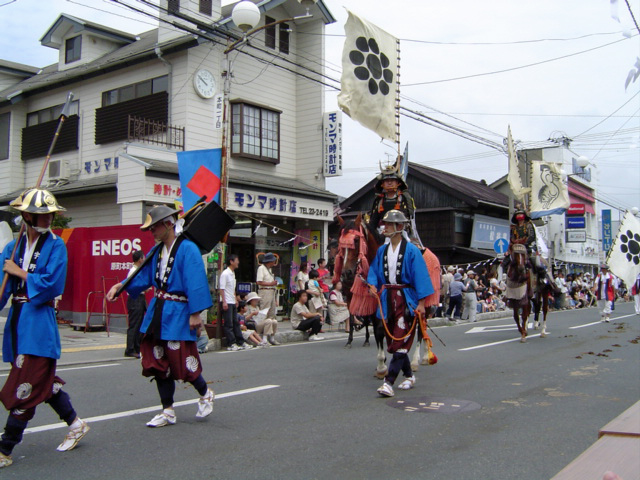
お行列（2005年）
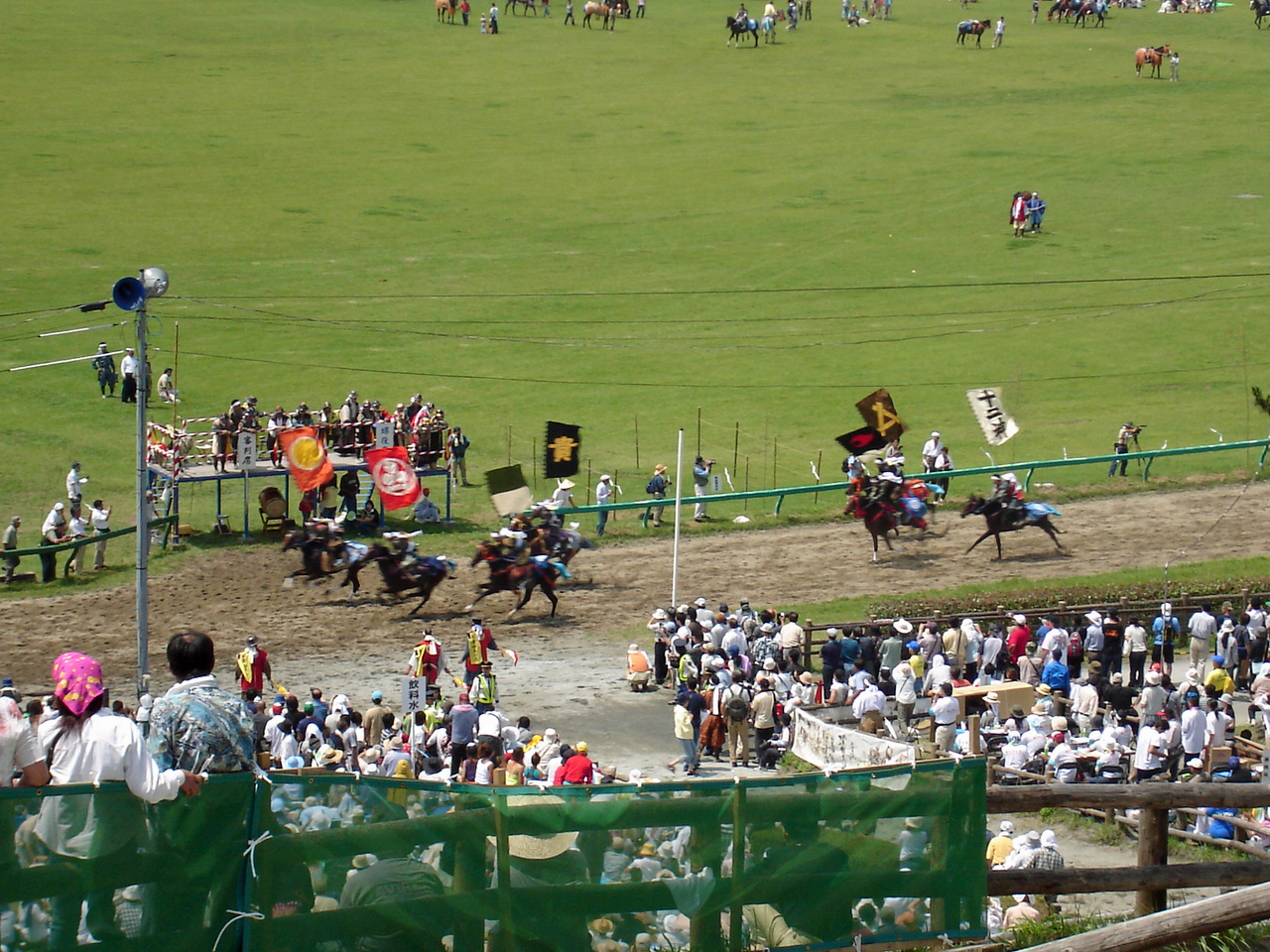
甲冑競馬（2005年）
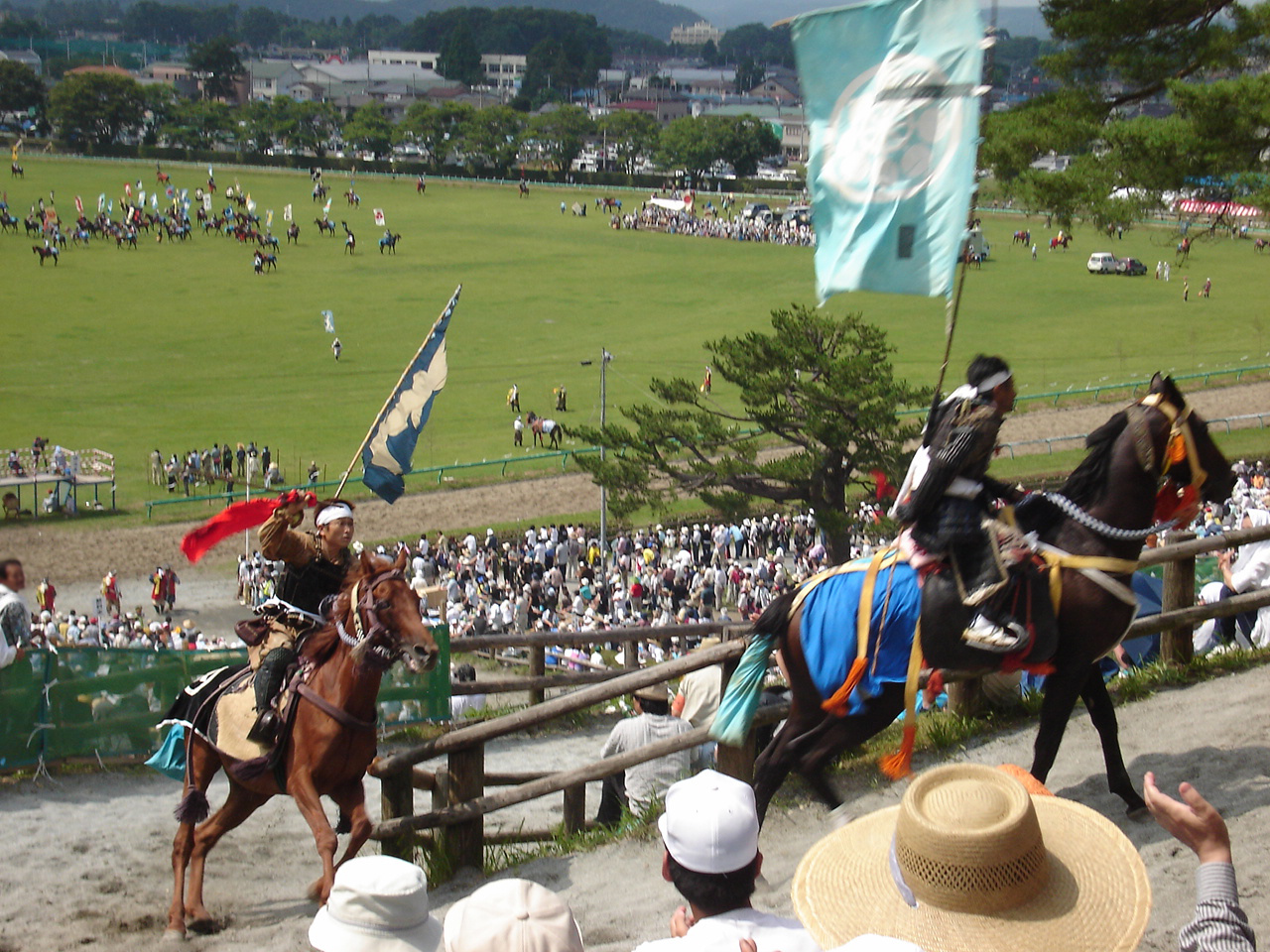
神旗争奪戦。神旗を持って羊腸の坂を駆け上がる騎馬武者
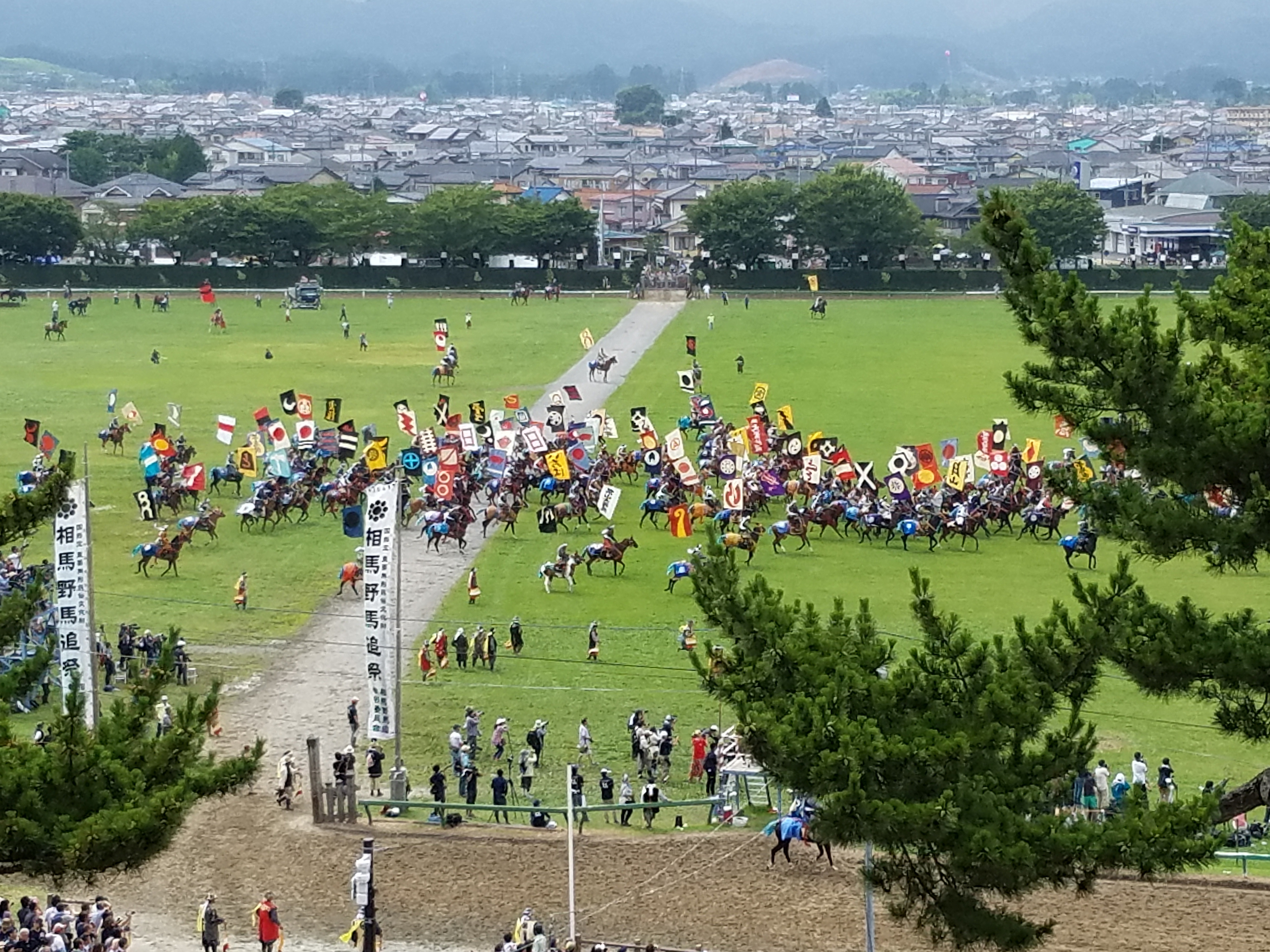
2017年

### 5月最終月曜日 野馬懸
野馬懸（南相馬市小高区） 9:00 - 
小高区の相馬小高神社で、裸馬を騎馬武者が小高区大井字岩迫から小高神社境内に設けられた竹矢来に追い込む。本来は野馬道（雲雀が原〜小高神社までの道路）を用いた（野馬懸）。追い込み終了後、浄衣を着た御小人なる者が素手で捕え、小高神社に奉納する「上げ野馬の神事」が行われる。この一連の行事が絵馬のルーツとされ、国の重要無形民俗文化財に指定されるきっかけとなる。奉納された以外の馬は、博労（馬喰、ばくろう）によりセリが行われる。

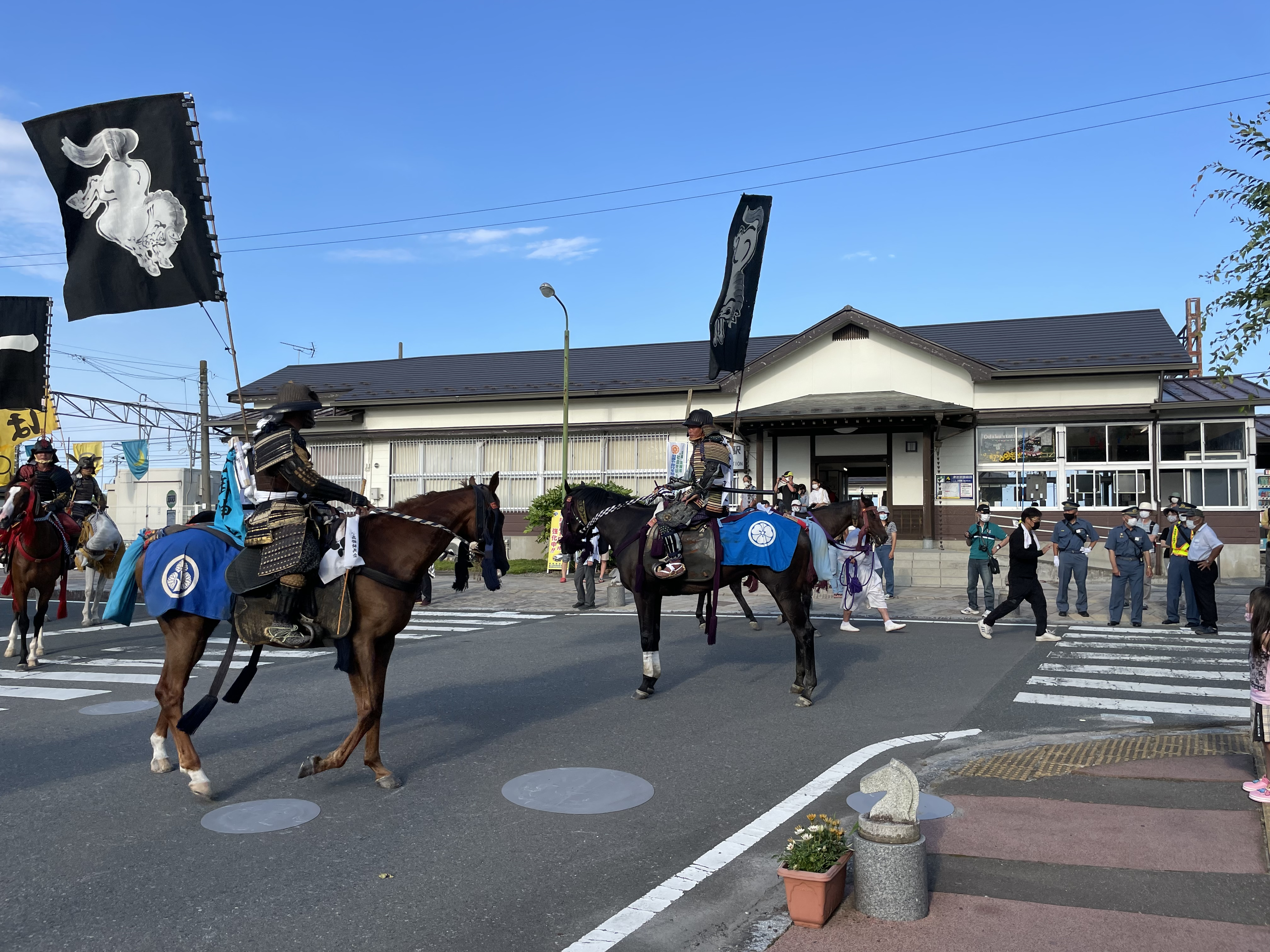
小高駅前に集まった小高号の騎馬武者達（2022年）

一連の神事は以上の3日間に渡るが、小高以外の地域では野馬追は2日間の祭事と思う人がいる。その一例として、近年まで相馬太田神社の看板には野馬追祭事の日が7月23日、24日と書かれていた。

## 舞台となった作品
※発表順
映画
- 戦国自衛隊（1979年） - 主演・千葉真一、製作・角川春樹事務所による1979年の日本映画

小説
- 島田明宏 『絆〜走れ奇跡の子馬〜』（2017年）

テレビドラマ
- おんな風林火山（1986年、大映テレビ　TBS）
- 絆〜走れ奇跡の子馬〜（2017年、NHK）

昭和40年に発行された「お祭りシリーズ／相馬野馬追」の10円切手がある。

## 主な参加経験馬
2020年代において、参加馬の9割ほどが元競走馬となっている。競走馬時代にグレード各付競争で優勝した主な馬は次の通り。
- マーベラスタイマー（1999年アルゼンチン共和国杯、日経新春杯）
- トーホウドリーム（2001年 産経大阪杯）
- エンゲルグレーセ（2001年エルムステークス、2005年クラスターカップ）
- ノーリーズン（2002年 皐月賞）
- ゴッドオブチャンス（2002年 京王杯スプリングカップ）
- ウインクリューガー（2003年 NHKマイルカップ）
- マイネルアムンゼン（2003年 エプソムカップ）
- ハリーズコメット（2005年 北海道スプリントカップ）
- ロジック（2006年NHKマイルカップ）
- キネティクス（2006年富士ステークス）
- ユビキタス（2008年 ユニコーンステークス）
- バシケーン（2010年 中山大障害）
- レッツゴーキリシマ（2010年 関屋記念）
- ラッシュストリート（2010年 佐賀記念）
- オーブルチェフ（2011年 全日本2歳優駿）
- バアゼルリバー（2012年 阪神スプリングジャンプ）
- アースソニック（2013年 京阪杯）
- ケイアイチョウサン（2013年 ラジオNIKKEI賞）
- ブラックホール（2019年 札幌2歳ステークス）